# Ustrine
Ustrine su naselje na južnom dijelu otoka Cresa. Administrativno, naselje pripada gradu Malom Lošinju.

## Zemljopisni položaj
Smješteno je na rubu vrleti, koja se s visine od 180 m strmo spušta k moru.
Najbliže naselje je Belej (4 km sjeveroistočno).

## Stanovništvo
Prema popisu iz 2001. godine, naselje ima 27 stanovnika. Po popisu iz 1991., bilo je 34 stanovnika.
| broj stanovnika | 100   | 101   | 118   | 137   | 143   | 160   | 174   | 212   | 183   | 120   | 99    | 55    | 46    | 34    | 27    | 22    | 21    |
|                 | 1857. | 1869. | 1880. | 1890. | 1900. | 1910. | 1921. | 1931. | 1948. | 1953. | 1961. | 1971. | 1981. | 1991. | 2001. | 2011. | 2021. |

## Povijest
Naselje je rimskog podrijetla o čemu svjedoče ostaci antičke vile i velika količina antičkih crijepova, žara i keramike. Nedaleko naselja nalazi se romanička crkvica Sv. Martina koja je do 1887. g. bila župna crkva, a do šezdesetih godina 20. st. služila kao grobna kapela. U blizini se nalaze zaseoci Pizin i Gradiška koji su odavno depopulirali, te su sada nastanjeni samo u ljetnim mjesecima. 

## Gospodarstvo
Danas je Ustrine selo ovčara i ribara.

## Galerija
- Ustrine, sjeverni dio uvale
- Ustrine, južni dio uvale
- Ustrine, zalazak Sunca

## Vanjske poveznice
|  | Zajednički poslužitelj ima još gradiva o temi Ustrine |